# دهستان هندودر
دهستان هندودر یکی از دهستان‌های شهرستان شازند در استان مرکزی است. این دهستان در بخش سربند واقع شده‌است.این دهستان در تابستان آب و هوای خنک ودر زمستان آب وهوایی بسیار سرد دارد که گاها به دمای منفی ۲۰ درجه نیز می‌رسد. 
شغل اصلی مردم در این منطقه کشاورزی ، باغداری و دامداری است که زمین های این منطقه در گذشته های دور تحت تصرف خان های زیادی به بخش های : خان بولاغی ، یوخاری حاصار ، سه جفته ، گوش بولاغی ، دیم زار ، زمین های شهرک شهید چمران و ... تقسیم بندی می‌شوند. 
این منطقه دارای ۹۹ روستا بوده است .
اقلیم این منطقه به نحوی است که به دلیل قرارگیری این منطقه در پلنگ دره و احاطه شدن توسط کوه های کردعلی کوه
منطقه ای فوق العاده سردسیر به شمار میرود .
میانگین بارش برف در زمستان حداقل ۳۰ سانتی متر و حداکثر ۹۰ سانتی متر میباشد .

## جمعیت
بر اساس سرشماری ۱۳۹۰ جمعیت دهستان هندودر ۶۷۸۴ نفر (در ۲۰۲۵ خانوار) بوده‌است.